# Shīrnesā
Shīrnesā (persiska: Shīrnesā’, شیرنسا) är en ort i Iran.   Den ligger i provinsen Gilan, i den norra delen av landet, 200 km nordväst om huvudstaden Teheran. Shīrnesā ligger 188 meter över havet och antalet invånare är 260.
Terrängen runt Shīrnesā är kuperad. Runt Shīrnesā är det ganska tätbefolkat, med 134 invånare per kvadratkilometer. Närmaste större samhälle är Lāhījān, 9,5 km nordväst om Shīrnesā. I omgivningarna runt Shīrnesā växer i huvudsak blandskog.